# Cupriavidus metallidurans
Cupriavidus metallidurans ist eine Bakterien-Art aus der Familie der Burkholderiaceae. Synonyme Namen sind  Ralstonia metallidurans bzw. Wautersia metallidurans. Das Artepitheton metallidurans weist darauf hin, dass dieses Bakterium hohe Schwermetallkonzentrationen überlebt.

## Merkmale
Es sind gramnegative, stäbchenförmige, einzellige Bakterien, die einzeln, in Paaren oder in kurzen Ketten auftreten. Sie haben einen Durchmesser von 0,8 µm und eine Länge von 1,2 bis 2,2 µm. Sie bewegen sich durch peritriche Geißeln. Auf einem Nährmedium bilden sie innerhalb von 24 Stunden Brutzeit bei 30 °C runde, glatte, flache, konvexe und transparente Kolonien von ca. 0,5 mm Durchmesser. An der Luft vermehren sich diese Bakterien zwischen 20 °C und 37 °C, aber nicht bei 4 °C und bei 41 °C.

## Lebensweise
Der Referenzstamm CH34 wurde erstmals 1974 im Abwasser einer Zinkhütte in Belgien isoliert. Das Bakterium kommt in der Natur in Sedimenten und in Böden mit einem hohen Schwermetallgehalt vor und wurde auch auf Goldnuggets gefunden.

## Nutzung
Das Bakterium findet ein besonderes Interesse, weil es imstande ist, aus einer wässrigen Gold(III)-chlorid-Lösung metallisches Gold herzustellen. Die dabei wirkenden Mechanismen wurden von Reith u. a. untersucht.